# Missing Links, Vol. 3: Some Kinda Nut
Missing Links, Vol. 3: Some Kinda Nut je kompilační album amerického rockového kytaristy Linka Wraye, vydané v roce 1990. Jedná se o třetí ze čtyř alb s podobným názvem, první je Missing Links, Vol. 1: Hillbilly Wolf, druhé Missing Links, Vol. 2: Big City After Dark a čtvrté Missing Links, Vol. 4: Streets of Chicago.

## Seznam skladeb
| Pořadí | Název                        | Délka |
| ------ | ---------------------------- | ----- |
| 1.     | Drag Strip                   | 2:27  |
| 2.     | Baby Doll                    | 2:03  |
| 3.     | Please Please Me             | 2:28  |
| 4.     | And I Love Her               | 2:01  |
| 5.     | You're My Baby               | 2:00  |
| 6.     | XKE                          | 2:03  |
| 7.     | Run Boy Run                  | 1:56  |
| 8.     | Blue Eyes (Don't Run Away)   | 1:57  |
| 9.     | Giovanno                     | 2:46  |
| 10.    | Red Riding Hood and the Wolf | 2:13  |
| 11.    | The Girl Can't Dance         | 1:55  |
| 12.    | Remember the Twist           | 1:55  |
| 13.    | Other Side of the Moon       | 2:10  |
| 14.    | Genocide                     | 3:13  |
| 15.    | The Earth Is Crying          | 2:50  |
| 16.    | Some Kinda Nut               | 2:22  |
| 17.    | Hungry Child                 | 2:07  |
| 18.    | Growling Guts                | 2:13  |
| 19.    | Four Gray Walls              | 2:40  |
| 20.    | Mindblower                   | 4:34  |
| 21.    | Rumble '69                   | 6:11  |